# Зайковский сельсовет
Зайковский сельсовет — упразднённые административно-территориальная единица и муниципальное образование (сельское поселение) в Щучанском районе Курганской области Российской Федерации.
Административный центр — село Зайково.
9 января 2022 года сельсовет был упразднён в связи с преобразованием муниципального района в муниципальный округ.

## География
Муниципальное образование Зайковского сельсовета расположено в 12 км от районного центра г. Щучье. 
Занимает территорию площадью в 13996,9 га. Общая протяженность границ муниципального образования- 70,14 км, граничит с муниципальными образованьями: Петровского, Чумлякского, Нифанского, Медведского сельсоветов, г. Щучье и Шумихинского района. Протяженность дорог составляет 16 км. , в том числе с твердым покрытием 8 км.
В пределах населенных пунктов Зайково и Фролиха имеются небольшие озера: Кокорино и Фролихинское. Деревня Юрузановка расположена на берегу реки Миасс.
На территории сельсовета земли поселений занимают 795 га, земли лесного фонда- 4227 га, водного фонда — 40 га

## История
Зайковский сельсовет образован в 1929.
Статус и границы установлены Законом Курганской области от 3 декабря 2004 года № 886 «Об установлении границ муниципального образования Зайковского сельсовета, входящего в состав муниципального образования Щучанского района».

## Население
| 1989 | 2002 | 2004 | 2010 | 2012 | 2013 | 2014 |
| ---- | ---- | ---- | ---- | ---- | ---- | ---- |
| 1832 | ↘723 | ↘715 | ↘534 | ↘520 | ↘493 | ↘467 |
| 2015 | 2016 | 2017 | 2018 | 2019 | 2020 |      |
| ↘455 | ↘443 | ↘427 | ↘413 | ↘409 | ↘408 |      |

## Состав сельского поселения
| № | Населённый пункт | Тип населённого пункта       | Население |
| - | ---------------- | ---------------------------- | --------- |
| 1 | Зайково          | село, административный центр | ↘306      |
| 2 | Отрадное         | село                         | ↘199      |
| 3 | Фролиха          | деревня                      | ↘11       |
| 4 | Юрузановка       | деревня                      | ↘18       |